# Georgia Taylor-Brown
Pour les articles homonymes, voir Taylor et Brown.
Georgia Taylor-Brown, née le 15 mars 1994 à Manchester, est une triathlète professionnelle britannique, championne du monde sur courte distance en 2020 et vice-championne olympique en 2021.

## Biographie

### Jeunesse
Georgia Taylor-Brown est née le 15 mars 1994, elle grandit à Droylsden située à l'est du centre-ville de Manchester et  à l'ouest d'Ashton-under-Lyne dans une famille de sportifs. Son père Darryl Taylor représente le Royaume-Uni dans la catégorie espoirs avec un record sur 800 mètres de 1 min 47 s 53 et sa mère Beverly Brown est une nageuse et coureuse de niveau régional. Georgia commence à nager à l'âge de cinq ans et à courir à l'âge de 12 ans, elle passe dix-huit heures dans la piscine familiale à la pré-adolescence, elle est repérée à l'âge de 15 ans par la fédération britannique de triathlon lors d'un événement de détection des jeunes talents. Trois ans plus tard, elle est championne du monde de duathlon juniors et double championne d'Europe de triathlon juniors avant d'être vice-championne du monde de triathlon juniors dans son pays à Londres en 2013. S'ensuivront seize mois d'arrêt après le diagnostic d'une fracture de fatigue à l'os naviculaire du pied.

### Carrière en triathlon
Georgia Taylor-Brown est la révélation féminine du triathlon mondiale en 2018, à l'âge de 24 ans, durant les séries mondiales et dans les pas de sa leader britannique Vicky Holland qui devient championne du monde, elle réussit à monter sur la troisième marche des championnats du monde, alors qu'elle est 63e et 112e les années précédentes. En 2017, elle remporte son premier triathlon de renom, l'épreuve de coupe du monde de Madrid devant l'américaine Taylor Spivey. Elle remporte son deuxième trophée en 2018, à l'épreuve de Coupe d'Europe de Gran Canaria devant sa compatriote Jodie Stimpson.
Le 15 août 2019, lors d'une course de qualification olympique pour les Jeux de 2020, elle termine première main dans la main avec sa compatriote Jessica Learmonth mais est disqualifiée par la Fédération internationale de triathlon pour avoir enfreint le règlement qui interdit de franchir la ligne d'arrivée à deux de façon volontaire. La victoire revient alors la Bermudienne, double championne du monde Flora Duffy.
En 2020, Georgia Taylor-Brown s'impose sur les championnats du monde courte distance qui se déroule à Hambourg sur une course unique en raison de la pandémie de COVID-19. Des le départ de la course elle fait preuve de  maitrise et remporte la course devant la championne du monde bermudienne Flora Duffy et l'Allemande Laura Lindemann. En 54 min 16 s, elle ajoute un premier titre mondial en individuel à son palmarès. Elle confirme également sa progression régulière depuis 2017 ainsi que sa place de favorite pour la course olympique de 2021 dont elle prend finalement la seconde place derrière la championne olympique Flora Duffy.

### Vie privée et professionnelle
Elle a étudié en sciences du sport et de l'exercice à l'Université de Leeds Beckett.

## Palmarès en triathlon
Le tableau présente les résultats les plus significatifs (podium) obtenus sur le circuit national et international de triathlon depuis 2017,
| Année | Compétition                                      | Pays                | Position           | Temps           |
| ----- | ------------------------------------------------ | ------------------- | ------------------ | --------------- |
| 2023  | WTS Abou Dabi                                    | Émirats arabes unis | Médaille d'or      | 1 h 46 min 43 s |
| 2022  | Championnats du monde - Classement général       |                     | Médaille d'argent  | 5 081 points    |
| 2022  | WTS Leeds                                        | Royaume-Uni         | Médaille d'argent  | 59 min 12 s     |
| 2022  | WTS Cagliari                                     | Italie              | Médaille d'or      | 1 h 47 min 42 s |
| 2022  | WTS Yokohama                                     | Japon               | Médaille d'or      | 1 h 51 min 44 s |
| 2022  | WTS Abou Dabi (Finale)                           | Émirats arabes unis | Médaille d'argent  | 1 h 54 min 28 s |
| 2021  | Jeux olympiques                                  | Japon               | Médaille d'argent  | 1 h 56 min 50 s |
| 2021  | WTS Abou Dabi                                    | Émirats arabes unis | Médaille d'argent  | 55 min 53 s     |
| 2020  | Championnats du monde                            | Allemagne           | Médaille d'or      | 54 min 16 s     |
| 2019  | Championnats du monde - Classement général       |                     | Médaille de bronze | 5 191 points    |
| 2019  | WTS Lausanne (Finale)                            | Suisse              | Médaille de bronze | 2 h 3 min 3 s   |
| 2019  | WTS Montréal                                     | Canada              | Médaille d'argent  | 58 min 26 s     |
| 2019  | WTS Leeds                                        | Royaume-Uni         | Médaille d'or      | 1 h 55 min 46 s |
| 2018  | Championnats du monde - Classement général       |                     | Médaille de bronze | 4 183 points    |
| 2018  | WTS Leeds                                        | Royaume-Uni         | Médaille d'argent  | 1 h 56 min 49 s |
| 2018  | Coupe d'Europe - l'étape sprint de Gran Canaria  | Espagne             | Médaille d'or      | 1 h 3 min 36 s  |
| 2018  | Grand Prix de triathlon - Étape de Valence       | France              | Médaille d'or      | 1 h 0 min 47 s  |
| 2018  | Championnat britannique                          | Royaume-Uni         | Médaille d'argent  | 1 h 56 min 49 s |
| 2017  | Coupe du monde - l'étape du Madrid               | Espagne             | Médaille d'or      | 2 h 8 min 5 s   |
| 2017  | Grand Prix de triathlon - Étape de Nice (Finale) | France              | Médaille d'or      | 59 min 42 s     |

| Année | Compétition                          | Pays        | Position           | Temps           |
| ----- | ------------------------------------ | ----------- | ------------------ | --------------- |
| 2022  | Championnat du monde en relais mixte | Allemagne   | Médaille d'argent  | 1 h 27 min 37 s |
| 2022  | WTS Leeds                            | Royaume-Uni | Médaille d'argent  | 1 h 28 min 14 s |
| 2021  | Jeux olympiques                      | Japon       | Médaille d'or      | 1 h 23 min 41 s |
| 2020  | Championnat du monde en relais mixte | Allemagne   | Médaille de bronze | 1 h 18 min 59 s |
| 2020  | WTS Tokyo                            | Japon       | Médaille d'argent  | 1 h 26 min 33 s |
| 2020  | WTS Nottingham                       | Royaume-Uni | Médaille d'or      | 1 h 23 min 13 s |

| Année | Nombres | Étapes                                             |
| ----- | ------- | -------------------------------------------------- |
| 2024  | 3       | Londres, Chicago, Toulouse + du classement général |
| 2022  | 3       | Neom, Munich, Toulouse + du classement général     |
| 2021  |         | du classement général                              |
| Total | 6       |                                                    |